# Kagaku ninja-tai Gatchaman
« Gatchaman » redirige ici. Pour l'adaptation américaine basée sur celle-ci, voir La Bataille des planètes.
Autre
Kagaku ninja-tai Gatchaman (科学忍者隊ガッチャマン, litt. « L'Équipe des ninjas scientifiques Gatchaman ») est une franchise d'animation japonaise sur une équipe de super-héros de cinq membres créée par Tatsuo Yoshida et produite par Tatsunoko Production.
La série télévisée d'animation originale, dont la diffusion a commencé en 1972, s'intitule également Kagaku ninja-tai Gatchaman et est surtout connue dans le monde anglophone avec son adaptation de 1978 intitulée Battle of the Planets et dans le monde francophone La Bataille des planètes.
La série a eu des adaptations supplémentaires en anglais avec G-Force: Guardians of Space (en), en 1986, et dont une version intégrale est publiée par ADV Films en 2005. Tatsunoko utilise également la traduction officielle en anglais Science Commando Gatchaman dans les produits et médias associés.
La série originale Kagaku ninja-tai Gatchaman a été suivie d'un film d'animation (en) et de deux séries de suite directes, Gatchaman II (en) en 1978 et Gatchaman Fighter (en) en 1979. Au cours des années 1990, les épisodes de ces deux séries ont reçu un doublage en anglais par Saban sous le titre Eagle Riders (en).
Au cours des années qui ont suivi, la franchise a donné naissance à de nombreuses productions différentes, dont certaines ont été abandonnées ou ont considérablement évolué depuis leur développement. Cela comprend un remake (en) au format OAV publié en 1994, un reboot en film d'animation annulé en 2011 par Imagi Animation Studios, un reboot japonais en film live-action de 2013 (ja) par Nikkatsu, diverses séries dérivées, des ré-imaginations et autres produits dérivés.

## Synopsis
Les thèmes récurrents de Gatchaman impliquent la préservation, l'écologie et l'utilisation responsable de la technologie pour le progrès. La série s'articule autour de cinq jeunes ninjas super-héros employés par Kōzaburō Nambu de la fictive International Science Organisation (ISO) (国際科学技術庁, Kokusai Kagakugijutsuchō, litt. « L'Organisation internationale de la science ») pour s'opposer à une organisation terroriste internationale de vilains technologiquement avancés, Galactor (ギャラクター, Gyarakutā), qui tente de contrôler les ressources naturelles de la Terre. Le chef de Galactor est un antagoniste masqué androgyne nommé Berg Katze, qui se révèle plus tard être un mutant hermaphrodite capable de changer de sexe à volonté et qui agit sur les ordres d'un être supérieur extraterrestre, le « Gouverneur X » (総裁X, Sōsai X). L'intrigue la plus courante implique l'équipe de Gatchaman qui s'oppose à des monstres géants envoyés par Galactor pour voler (ou contrôler) des ressources naturelles telles que l'eau, le pétrole, le sucre et l'uranium. Ces monstres sont en fait des mecha qui ont souvent une apparence animale. L'équipe de ninjas scientifiques est souvent aidée par un escadron de pilotes de combat dirigé par l'énigmatique Red Impulse (レッドインパルス, Reddo Inparusu), qui se révèle plus tard comme le père de Ken.
La plupart des membres de l'équipe sont à la fin de leur adolescence, à l'exception de Jinpei (qui a environ dix ou onze ans). Cette équipe est composée de Ken Washio, le chef d'équipe et expert tactique ; Jō Asakura, son bras droit tireur d'élite et expert en armes ; Jun, l'experte en électronique et démolition de l'équipe ; Jinpei, le plus jeune et l'expert en reconnaissance, un frère adoptif de Jun, et Ryū Nakanishi, le pilote du vaisseau. Les personnages principaux portent des vêtements pour adolescents avec des t-shirts numérotés pour montrer leur rang dans l'équipe ou des uniformes de combat en forme d'oiseau.
L'équipe Gatchaman emploie un style unique d'arts martiaux violents et efficaces (développé par le Dr Nambu) s'appuyant sur leur capacité à effectuer des prouesses similaires à leurs homonymes aviaires, tels que la course et le vol à grande vitesse, le saut en hauteur et les attaques silencieuses. Ce système de combat, connu sous le nom de Technique ninja scientifique (科学忍法, Kagaku Ninpō), est mentionné dans les paroles japonaises de la chanson thème de Gatchaman. Les membres de l'équipe utilisent également des armes emblématiques et des véhicules au style mecha, chacun avec une forme banale et déguisée. Pour changer de mode, chaque membre est équipé d'un dispositif sur le poignet qui, en plus des communications et du suivi, permet un changement lorsque le geste et la commande vocale appropriés (« Bird, go! » (バード・ゴー!, Bādo gō!)) sont donnés.
Leurs véhicules sont amarrés dans le véhicule principal de l'équipe : le God Phoenix (ゴッドフェニックス, Goddo Fenikkusu), un avion supersonique capable de voyager sous l'eau et de voler dans l'espace. Le God Phoenix est armé de missiles Bird, qui sont tirés d'un support monté en haut de la section centrale. Après que le God Phoenix original a été détruit par un mecha en forme de poulpe, une version améliorée transporte une paire de missiles Super Bird dans deux nacelles sortant de la section centrale inférieure. Le vaisseau possède également une arme tirant des rayons d'énergie qui, avec l'ouverture des portes avant de l'appareil d'armes, est monté sur le châssis de la voiture de Joe ; cependant, sa source d'énergie solaire n'est pas fiable en raison de sa sensibilité à la couverture nuageuse. L'avion peut également se transformer temporairement en un énorme oiseau de flamme (comme le phénix légendaire) pour échapper au danger ou à une attaque, bien que le processus mette en danger l'équipe en raison de l'extrême pression dans la cabine des passagers.

## Personnages
Ken, l'Aigle (大鷲の健, Ōwashi no Ken)
Ken Washio (鷲尾 健, Washio Ken) est un pilote et un chef de l'équipe de ninjas scientifiques. Il est le Gatchaman (ガッチャマン), qui désigne le chef d'équipe. Le père de Ken a disparu lors d'un vol, devenant Red Impulse. Ken ne connaissait pas son père et a été élevé par le Dr Nambu.
Joe, le Condor (コンドルのジョー, Kondoru no Jō)
Joe Asakura (ジョー 浅倉) est un Italien d'origine japonaise. Pilote de course automobile, il est un chef adjoint de l'équipe. Joe est né George Asakura (ジョージ 浅倉, Jōji Asakura), le fils de Giuseppe Asakura et son épouse Caterina (membres de Galactor, qui ont été tués par une bombe à la rose Galactor lorsqu'ils ont tenté de s'échapper). Le Dr Nambu a recueilli le garçon, l'a nommé Jō pour le cacher de Galactor et l'a élevé comme son fils.
Jun, le Cygne (白鳥のジュン, Shiratori no Jun)
Jun (ジュン) est une Américaine d'origine japonaise. Élevée dans un orphelinat, son nom de famille n'est pas divulgué dans la série. Pendant son temps libre, elle aime faire de la moto et gère le Snack Bar J.
Jinpei, l'Hirondelle (燕の甚平, Tsubakuro no Jinbei)
Jinpei (甚平) était également orphelin et a grandi avec Jun. Son nom de famille n'est également pas divulgué non plus dans la série, et il vit dans le Snack Bar J avec Jun.
Ryū, le Hibou (みみずくの竜, Mimizuku no Ryū)
Ryū Nakanishi (中西 竜, Nakanishi Ryū) est le fils d'un pêcheur, il est également le gérant d'une marina et le pilote principal du God Phoenix. Il est le seul membre de l'équipe à avoir une famille (avec des parents et un frère cadet).

## Production
Créée à la suite du boom du genre Henshin (変身, litt. « Transformation ») commencé avec le Kamen Rider de Shōtarō Ishinomori en 1971, la série Gatchaman a été conçue comme un mélange d'aventure ninja et de science-fiction. Ce fut l'une des tentatives d'anime les plus réussies pour émuler le genre de super-héros américain, avec beaucoup de ses conventions (comme les costumes colorés).

## Version cinématographique
En 1978, Tatsunoko a publié une compilation cinématographique condensée du premier (qui se trouve en fait à la moitié de la série et implique le personnage de Red Impulse (Colonel Cronus, chez nous dans la Bataille des Planètes) ) et du dernier arc de la série avec de nouvelles animations supplémentaires.
Par contre, le film ne dévoile pas le visage de Berg Katse (Zoltar) bien que ses origines de mutant hermaphrodite métamorphe soient abordées. Il faut regarder la série japonaise pour connaître son véritable visage.
Le film est sorti en anglais pour la première fois par Sentai Filmworks en 2015. La distribution du doublage anglais pour le film est identique au doublage d'ADV pour la série originale.

## Adaptations
Après sa diffusion au Japon, Gatchaman a ensuite été exporté vers d'autres pays et traduit en plusieurs langues. 
La série originale a vu plusieurs adaptations en anglais avec différents niveaux de modifications. Beaucoup de ces versions ont ensuite engendré leurs propres versions en langues étrangères :

### La Bataille des planètes
Sandy Frank et Jameson Brewer ont publié la série à la télévision américaine en 1978, dans une forme fortement éditée, sous le nom de Battle of the Planets (BOTP). Plusieurs scènes ont été remplacées par de nouveaux segments réalisés par Gallerie International Films, avec des personnages supplémentaires : 7-Zark-7 et ses associés, 1-Rover-1 (un chien robot) et Susan, dans un certain nombre d'avant-postes spatiaux. Les autres segments comprenaient le Phoenix volant dans l'espace. La qualité des nouveaux segments ne correspondait pas au contenu d'origine, les G-Force et 7-Zark-7 apparaissant ensemble. La nouvelle musique de Hoyt S. Curtin a été mélangée à la bande originale. Bien que les 105 épisodes aient été utilisés comme sources, 85 épisodes irréguliers ont été publiés. Un téléfilm d'animation a été réalisé, combinant plusieurs épisodes dans un nouveau scénario. En 2003, Sandy Frank a annoncé une série de huit films de compilation qui n'ont finalement pas été publiés,.
La série française La Bataille des planètes est une traduction fidèle de l'adaptation américaine, bien qu'il n'y ait que 67 épisodes sur les 85 qui ont été diffusés sur TF1. Elle est également diffusée en Belgique sur RTBF et en Suisse sur Télévision suisse romande.
Battle of the Planets est sorti aux États-Unis sur VHS et DVD de 2001 à 2003 par Rhino Entertainment en six volumes et une collection complète de DVD. Les DVD comprenaient une version sous-titrée des épisodes japonais correspondants, ainsi qu'un seul épisode de la dernière adaptation anglaise, G-Force. Lorsque Sentai Filmworks a acquis les droits de Gatchaman en 2014, Battle of the Planets est devenu disponible en streaming sur Anime Network et temporairement sur Hulu,.

#### Battle of the Planets: Phoenix Ninjas
Le projet sous le titre provisoire Battle of the Planets: Phoenix Ninjas est un reboot d'animation original à venir qui est produit par Nelvana, d-rights et Tatsunoko, dont la sortie était provisoirement prévue pour 2017,. Destiné aux garçons de 6 à 11 ans, le projet a été conçu lorsque d-rights a manifesté son intérêt pour le reboot de la franchise par Nelvana après le succès que les trois entreprises ont vu avec la deuxième génération de Beyblade.

### G-Force: Guardians of Space
Avec la fin de diffusion de Battle of the Planets et le relâchement des normes de diffusion, une deuxième traduction en anglais a été produite par Turner Program Services et Fred Ladd, avec les droits de Sandy Frank. Intitulée G-Force: Guardians of Space, cette adaptation comprenait 85 épisodes, couvrant les épisodes 1 à 87 mais sautant les épisodes 81 et 86. La série a été diffusée à l'international à partir de 1987, mais ne sera pas diffusée dans son intégralité aux États-Unis avant sa diffusion sur Cartoon Network en 1995. Bien que cette version ait été moins fortement éditée et ait eu une traduction relativement fidèle, le doublage, la bande originale et les noms des personnages américanisés ont été critiqués[réf. nécessaire].
Un épisode de G-Force était inclus en bonus sur les DVD individuels de Battle of the Planets édités par Rhino, qui sont sortis entre 2001 et 2003. Sept autres épisodes ont été publiés dans une collection best-of de 2004, rendant 13 des 85 épisodes de la série disponibles sur un disque.

### Battle of the Planets: The New Exploits of G-Force
Le développement a commencé pour une version non censurée de Battle of the Planets. Un téléfilm d'animation a été réalisé (Battle of the Planets: The Movie, avec David Bret Edgen dans le rôle de Zark), combinant plusieurs épisodes dans un nouveau scénario. En 2003, Sandy Frank a annoncé une série de 8 films de compilation qui ne sont finalement pas sortis,. Sandy Frank a annoncé une troisième adaptation anglaise de la série en 2003 qui n'a également jamais été publiée. Battle of the Planets: The New Exploits of G-Force devait être une série de 52 épisodes comprenant le contenu des 85 premiers épisodes de Gatchaman, les 20 précédemment non adaptés localement et une nouvelle animation en CG produite par JulesWorld (y compris 7-Zark-7). La série aurait été enregistrée chez Ocean Studios (en) de Vancouver, au Canada, et aurait comporté une nouvelle partition et un nouveau script pour aider à moderniser la série et à créer un ton entre les deux adaptations précédentes,. Bien que jamais sorti, le vingt-deuxième épisode de Gatchaman a été adapté en un pilote appelé The Sea Dragon. Il a reçu deux formes : l'une axée sur l'aventure et l'action et l'autre sur la comédie. À l'époque, cette interprétation de la série a été vendue sous le nom de Battle of the Planets: The New Adventures of G-Force.

### Gatchaman
À Anime Central (en) de 2004, ADV Films a annoncé avoir acquis les droits d'éditions de la série. De 2005 à 2006, la société a publié 18 volumes (et neuf ensembles en édition limitée) contenant un nouveau intégral doublé en anglais et enregistré au Texas et de l'audio japonais avec des sous-titres anglais sous le nom de Gatchaman. Cette version comprenait les 105 épisodes de la série originale japonaise. Le doublage visait à être une traduction fidèle, sans tentatives de modification de l'émission pour les jeunes téléspectateurs (y compris le blasphème et le mot « tuer ») ; ainsi le doublage anglais contenait des changements créatifs : le blasphème, l'argot lourd des années 1970, parfois des accents stéréotypés ont été ajoutés,,.
En 2007, le contrat à long terme de Sandy Frank avec Tatsunoko Production (propriétaire de la franchise Gatchaman), qui lui a conféré tous les droits nationaux américains sur la première série Gatchaman et ses adaptations en anglais, est expiré et toutes les sorties physiques se sont épuisées. Sentai Filmworks, une société fondée par les créateurs d'ADV, a signé plus tard un contrat avec Tatsunoko, acquérant les droits d'éditions des sorties physiques de la série en Amérique du Nord pour la franchise Gatchaman en 2013. Section23 Films a sorti une intégrale de la série en DVD et Blu-ray le 10 décembre 2013. Le coffret Blu-ray contient 14 disques dans trois boîtiers et le coffret DVD en 22 disques dans quatre boîtiers. Les deux coffrets contiennent les 105 épisodes de la série originale (avec le doublage anglais d'ADV Films et l'audio japonais).

## Autres séries d'animation

### Gatchaman II
Une suite, réalisée avec un processus de couleurs différent, est sortie quatre ans plus tard. Ressemblant au Blue Hawk, le nouveau God Phoenix est plus grand et peint avec le visage d'un oiseau. Le mecha personnel est également amélioré, avec des travaux de peinture similaires à des oiseaux. Ryū a un mecha semblable à un char et une machine pilote pour l'aider.
Gatchaman II voit Sōsai X transformer une fillette de 3 ans ayant survécu à un naufrage en son nouveau commandant, Gel Sadra, et reprend son plan pour détruire la Terre. Gatchaman retrouve Joe, maintenant un cyborg, après que Galactor a envoyé un espion pour le remplacer dans l'équipe. Le groupe est également aidé par le Dr Pandora, qui se révèle être la mère de Gel Sadra.
À la fin, Sōsai X est détruit par Joe et Gel Sadra décède après avoir trahi Sōsai X, ce dernier ayant assassiné sa mère sous ses yeux.
Les épisodes de cette série et Gatchaman Fighter ont été combinés et traduits en anglais sous le nom d'Eagle Riders en 1996 par Saban Entertainment. Gatchaman II a constitué l'essentiel de la série, bien que sa fin soit modifiée pour que Gel Sadora devienne le volan de Gatchaman Fighter, Egoblauser.

### Gatchaman Fighter
Cette série a été diffusée en 1979, immédiatement après Gatchaman II. Ici, le mecha de l'équipe n'a aucune ressemblance avec les oiseaux. La Terre est à nouveau menacée par le mal ; le tyran fou Egobossler (qui a pris le contrôle sur les forces éparpillées de Galactor) et Sōsai X, qui renaît sous le nom de Sōsai Z.
Contrairement à Gatchaman II, Gatchaman Fighter est une série beaucoup plus sombre, en particulier dans les derniers épisodes en ce qui concerne les pertes et les décès de personnages de longue date. La fin elle-même présume les membres de Gatchaman morts, sacrifiant leurs vies pour détruire Sōsai X une bonne fois pour toutes.
Certains épisodes de cette série et Gatchaman II ont été combinés et traduits en anglais sous le nom d'Eagle Riders en 1996 par Saban Entertainment.

### Gatchaman(OAV)
Un remake en une série d'OAV en 1994 est produite en association avec Artmic qui présentait des character design mis à jour et des arrière-plans modifiés.
Urban Vision l'a sorti sur VHS en 1997 et DVD en 2001 avec un doublage anglais produit par Harmony Gold et un audio japonais avec des sous-titres anglais. En 2013, Sentai Filmworks a acquis les droits d'éditions de la série et a produit un nouveau doublage anglais par Seraphim Digital avec la même distribution que les sorties d'ADV et de Sentai pour la série et le film originaux,. Le nouveau doublage est sorti sur DVD et Blu-Ray et était disponible en streaming sur Anime Network,.

### New Gatchaman
New Gatchaman (新ガッチャマン, Shin Gatchaman) est un projet qui a été tenté à la même époque que Mach Go Go Go '97 (en). Cette version de Speed Racer n'a pas eu autant de succès et en conséquence, elle a été annulée avec le projet de Gatchaman '98.

### Good Morning Ninja Team Gatchaman
En 2011, Tatsunoko a produit une série de 200 courts métrages d'animation flash de deux minutes appelés Ohayō ninja-tai Gatchaman (ja) (おはよう忍者隊ガッチャマン) pour une diffusion sur la série télévisée de NTV, Zip!. Bien que la série ait utilisé les designs originaux, elle est de nature plus comique et elle ne présentait aucun des seiyū originaux, les personnages ont à la place été doublés par Bose et Ani du groupe Scha Dara Parr (ja), ainsi que l'acteur Tomu Miyazaki.
Des courts métrages supplémentaires ont été produits pour promouvoir le lancement japonais de Monster Hunter 3 Ultimate.

### Gatchaman Crowds
Un reboot de la série Gatchaman a été diffusé entre juillet 2013 et septembre 2013 sur NTV. L'histoire se déroule dans la ville de Tachikawa, à Tokyo, où certains de ses résidents ont été choisis pour rejoindre une équipe pour affronter une mystérieuse entité connue sous le nom de MESS. La série suit Hajime Ichinose, une jeune fille de 16 ans qui est le nouveau membre de l'équipe. Une deuxième saison, intitulée Gatchaman Crowds insight, est diffusée entre juillet 2015 et septembre 2015.
En même temps que sa diffusion au Japon, les deux saisons de la série ont été diffusées en simulcast sur Crunchyroll en Amérique, les îles Britanniques, l'Afrique du Sud, l'Australie, la Nouvelle-Zélande, les pays nordiques, les Pays-Bas, la Turquie, l'Espagne, le Portugal et la France,. Sentai Filmworks a acquis les droits et a sorti un doublage des deux saisons ; elle a publié les versions physiques entre 2014 et 2016,,.

### Crossovers
Des versions animales en SD de l'équipe Gatchaman sont apparues aux côtés de versions similaires de Casshern et de Gold Lightan (ja) de Tatsunoko dans Tachimals Theater (ja) (たちゅまる劇場, Tachumaru gekijō). La série d'animation de 26 épisodes a été diffusée sur ytv entre le 4 octobre 2010 et le 28 mars 2011.
Le 26 mars 2016, Tatsunoko a annoncé une collaboration avec Digital Frontier (en) pour créer le projet d'animation en 3D CGI Infini-T Force (en). L'équipe comprend des membres de Gatchaman aux côtés de Tekkaman, Casshern et Hurricane Polymar. Elle est sortie en 2017 pour le 55e anniversaire de Tatsunoko, le projet dispose d'une histoire originale et n'est pas une adaptation du manga d'Ukyō Kodachi et Tatsuma Ejiri, Infini-T Force: Mirai no byōsen (Infini-T Force 未来の描線).

## Adaptations cinématographiques

### Rebootannulé d'Imagi
Imagi Animation Studios a commencé à développer une version cinématographique en 2004, avec le producteur Tom Gray disant qu'il serait classifié comme PG-13 ou R. Un film Gatchaman a été annoncé pour la première fois en février 2006, avec une sortie prévue en 2008,,. Kevin Munroe, réalisateur de TMNT : Les Tortues Ninja, devait l'écrire et le réaliser, avec Lynne Southerland (coréalisatrice de Mulan 2) en tant que productrice, et un traitement initial avait commencé. Cependant, en 2008, Munroe a été retiré du projet pour réaliser Dylan Dog. Bien que les premiers scripts aient été écrits par Paul Dini, il a été libéré du projet en automne 2007. En juin 2007, Robert Mark Kamen a été recruté pour écrire le scénario en préparation d'une sortie en 2008,.
Au Comic-Con de juillet 2008, Imagi a présenté une bande-annonce avec le script de Paul Dini. En août, le directeur artistique Felix Ip a commencé à publier des captures d'écran de la bande-annonce. À l'Anime Expo de juillet 2009, Imagi a partagé une autre bande-annonce de 45 secondes, scénarisée par Dini. Bien qu'il n'ait pas révélé beaucoup d'intrigue, c'était le premier regard public sur les  modélisations des personnages en 3D telles que le vilain principal Galactor et de l'équipe Gatchaman avec et sans leur costume. La bande-annonce a également présenté le thème du film : « Un monde dans le chaos, un mal extraterrestre, un guerrier solitaire a été trouvé ; en tant que dernier espoir de la Terre, les cinq se lèveront, Gatchaman ». En juillet 2010, Imagi a publié une nouvelle bande-annonce d'une minute pour Gatchaman sur son site web, avec une date de sortie en 2011.
En décembre 2009, les auditeurs ont fait part de leurs inquiétudes croissantes concernant les résultats semestriels publiés par Imagi. Bien que la société ait déclaré qu'elle était en bonne voie pour la sortie d'Astro Boy, selon le cabinet d'audit, « il n'est pas certain que le groupe disposera des ressources financières nécessaires pour achever [les films] Gatchaman, Tusker et Cat Tale ». En janvier 2009, le cabinet d'audit a annoncé que le studio n'avait pas de financement pour la sortie de Tusker, Cat Tale et Gatchaman, bien que Felix Ip ait annoncé que Gatchaman devrait sortir ultérieurement en 2009. En juin 2009, Imagi a ouvert Gatchaman pour l'octroi de licence et a annoncé une prévu pour une sortie en salles en 3D en 2011. Le 11 décembre 2009, la société mère d'Imagi située à Hong Kong, Imagi International Holdings Limited, a licencié 100 employés. En janvier 2010, il a annoncé que, bien que le projet Gatchaman soit livré en 3D stéréoscopique à 100%, pour protéger le fonds de roulement, il fermerait ses filiales américaines. La fermeture aux États-Unis a été finalisée fin janvier, avec environ 30 employés licenciés et quelques employés clés qui ont continué à travailler en tant que consultants alors qu'Imagi a recherché 30 millions de dollars auprès d'investisseurs pour ses projets d'animation,,. En février 2010, la société mère a licencié 300 autres employés, qualifiant les licenciements de temporaires car elle recherchait de nouveaux investisseurs. Le 21 juin 2011, Imagi a annoncé dans son rapport annuel que le projet de film Gatchaman avait été annulé.

### Adaptation de Nikkatsu
Nikkatsu a produit une version cinématographique live-action de Gatchaman pour le Japon, qui est sortie en août 2013.

### Adaptation américaine enlive-action
Il a été annoncé au San Diego Comic-Con en juillet 2019 que les frères Anthony et Joe Russo travaillent sur la production d'un film live-action basé sur Battle of the Planets via leur société de production, AGBO Studios avec la possibilité de le réaliser.

## Accueil
En 2001, le magazine japonais Animage a classé la série télévisée Gatchaman de 1972 comme la 10e meilleure production d'anime de tous les temps.

### Impact
Gatchaman a aidé à établir la convention de l'équipe de héros de cinq membres émulée dans des séries ultérieures, notamment dans la franchise à succès de tokusatsu Super sentai (un genre illustré par l'adaptation en série anglaise de la franchise Power Rangers de nombreuses années plus tard). La série sentai Chōjin sentai Jetman était, à bien des égards, un hommage à Gatchaman.

### Annotations
1. ↑  Le véritable nom de Ryū est révélé lors d'une scène d'un appel téléphonique dans l'épisode 94.

### Sources
1. ↑  (en) « Gatchaman Vol 1 : DVD Talk Review of the DVD Video », sur dvdtalk.com, 14 juin 2005 (consulté le 1er avril 2020)
2. ↑  (en) Allen Divers, « Gatchaman (OAV) : Collection DVD », sur Anime News Network, 12 janvier 2002 (consulté le 1er avril 2020)
3. ↑  (en) « Gatchaman Vol 3 : DVD Talk Review of the DVD Video », sur dvdtalk.com, 16 août 2005 (consulté le 1er avril 2020)
4. ↑  (en) « Gatchaman Vol 8 : DVD Talk Review of the DVD Video », sur dvdtalk.com, 15 août 2006 (consulté le 1er avril 2020)
5. 1 2  (en) Jorge Khoury, « GATCHAMAN! The story of Tatsuo Yoshida and his greatest creation », sur Comic Book Resources, 11 mai 2008 (consulté le 1er avril 2020)
6. ↑  (en) « Tatsunoko Pro », sur Tatsunoko Production (consulté le 1er avril 2020)
7. 1 2  (en) Tatsunoko Production, « 科学忍者隊ガッチャマン | CHARACTER », sur Tatsunoko Production (version du 17 septembre 2008 sur Internet Archive) (consulté le 1er avril 2020)
8. ↑  Jason Hofius et George Khoury, G-Force : Animated : The Official Battle of the Planets Guidebook, TwoMorrows Publishing, 2003, 96 p. (ISBN 1-893905-18-7, lire en ligne), p. 7–8
9. ↑  (en) Karen Ressler, « Sentai Filmworks to Release 1978 Gatchman Film With English Dub : Also announces Angelic Layer rerelease », sur Anime News Network, 21 juillet 2015 (consulté le 1er avril 2020)
10. ↑  (en) Rafael Antonio Pineda, « Gatchaman: The Movie Anime Film's Full English Dub Cast Revealed : Leraldo Anzaldua, Brian Jepson, Kim Prause, Luci Christian, Victor Carsrud star in English dub », sur Anime News Network, 28 octobre 2015 (consulté le 1er avril 2020)
11. ↑  (en) Edan CORKILL, « From 'Speed' to outer space », sur The Japan Times, 11 juillet 2008 (version du 17 juillet 2008 sur Internet Archive) (consulté le 1er avril 2020)
12. ↑  (en) « Animation », sur BattleofthePlanets.info (consulté le 1er avril 2020)
13. ↑  (en) « Music », sur BattleofthePlanets.info (consulté le 1er avril 2020)
14. 1 2 3 4  Jason Hofius et George Khoury, G-Force : Animated : The Official Battle of the Planets Guidebook, TwoMorrows Publishing, 2003, 96 p. (ISBN 1-893905-18-7, lire en ligne), p. 96
15. 1 2 3  (en) Jeff Saylor, « BATTLE OF THE PLANETS Returns to Television », sur Figures.com, 3 février 2003 (version du 24 février 2003 sur Internet Archive) (consulté le 1er avril 2020)
16. ↑  (en) « Foreign Versions : La Bataille des planètes », sur BattleofthePlanets.info (consulté le 1er avril 2020)
17. ↑  (en) « Foreign Versions », sur BattleofthePlanets.info (consulté le 1er avril 2020)
18. 1 2  (en) Franklin Harris, « 'Battle of the Planets' comes to DVD with all the extras », sur Pop Culture Productions, 26 avril 2001 (consulté le 1er avril 2020)
19. ↑  (en) Chris Beveridge, « The Anime Network Adds 'Battle Of The Planets' Series », sur The Fandom Post, 23 mai 2014 (consulté le 1er avril 2020)
20. ↑  (en) Chris Beveridge, « ‘Battle of the Planets’ Anime Begins Hulu Distribution », sur The Fandom Post, 26 mai 2014 (consulté le 1er avril 2020)
21. ↑  (en) Daniela Fisher, « Battle of the Planets blasts into the 21st century : Toronto, Canada-based Corus Entertainment's Nelvana and Japan's d-rights are rebooting the cult anime series for a new generation of boys. », sur kidscreen.com, 13 janvier 2015 (consulté le 1er avril 2020)
22. ↑  (en) Egan Loo, « Battle of the Planets/Gatchaman Gets Reboot by Beyblade Team : Corus to launch action remake in Fall 2017 with Japanese, global partners », sur Anime News Network, 20 novembre 2014 (consulté le 1er avril 2020)
23. ↑  (en) TBI reporter, « State of the industry: Canadian kids TV », sur Television Business International, 21 avril 2015 (consulté le 1er avril 2020)
24. ↑  (en) Gord Lacey, « G-Force: Guardians of Space - "Best of" DVD Planned », sur TVShowsonDVD.com, 15 août 2004 (version du 5 novembre 2016 sur Internet Archive) (consulté le 1er avril 2020)
25. ↑  (en) Christopher Macdonald, « Battle of the Planets, New Series Details : ANN Speaks with Sandy Frank Entertainment », sur Anime News Network, 4 février 2003 (consulté le 1er avril 2020)
26. ↑  (en) Christopher Macdonald et Mikhail Koulikov, « Anime Central: ADV », sur Anime News Network, 26 mai 2004 (consulté le 1er avril 2020)
27. ↑  (en) « ADV Announces Final Gatchaman Collection October 17 », sur Anime News Network, 7 septembre 2006 (consulté le 1er avril 2020)
28. ↑  (en) « Gatchaman Collection 6 », sur dvdtalk.com, 18 avril 2006 (consulté le 1er avril 2020)
29. ↑  (en) « ADV Films June 20 Releases Gatchaman, Sister Princess Collections », sur Anime News Network, 27 avril 2006 (consulté le 1er avril 2020)
30. ↑  (en) Crystalyn Hodgkins, « Sentai Filmworks Adds Gatchaman, Di Gi Charat, Godannar Anime : Original Gatchaman TV, OVAs, original Di Gi Charat TV, OVAs, Winter Garden », sur Anime News Network, 27 avril 2006 (consulté le 1er avril 2020)
31. ↑  (en) « SECTION23 Films Announces October Slate », sur Anime News Network, 28 juin 2013 (consulté le 1er avril 2020)
32. ↑  (en) « Gatchaman Collection », sur Mania (version du 3 octobre 2008 sur Internet Archive) (consulté le 1er avril 2020)
33. ↑  (en) Gord Lacey, « Harmony Gold Entertainment Catalog », sur Harmony Gold (version du 31 décembre 2005 sur Internet Archive) (consulté le 1er avril 2020)
34. ↑  (en) Crystalyn Hodgkins, « Sentai Filmworks Adds Gatchaman, Di Gi Charat, Godannar Anime : Original Gatchaman TV, OVAs, original Di Gi Charat TV, OVAs, Winter Garden », sur Anime News Network, 25 mai 2013 (consulté le 1er avril 2020)
35. ↑  (en) Mark Thomas, « Gatchaman Complete Collection Anime DVD Review », sur The Fandom Post, 26 mars 2014 (consulté le 1er avril 2020)
36. ↑  (en) Andre Pappas, « Sentai Filmworks' Gatchaman DVD & Blu-ray Delays Listed », sur Anime News Network, 12 octobre 2013 (consulté le 1er avril 2020)
37. ↑  (en) Chris Beveridge, « ‘Gatchaman’ OVAs Begin Digital Distribution On The Anime Network », sur The Fandom Post, 12 septembre 2014 (consulté le 1er avril 2020)
38. ↑  (en) Egan Loo, « Science Ninja Team Gatchaman Gets New TV Flash Shorts : Ohayō Ninja-Tai Gatchaman launches on Monday with new voice cast », sur Anime News Network, 18 avril 2011 (consulté le 1er avril 2020)
39. ↑  (en) Jonathan Holmes, « This is madness: Gatchaman promotes Monster Hunter Tri 3G », sur destructoid.com, 15 septembre 2011 (consulté le 1er avril 2020)
40. ↑  (en) Sarah Nelkin, « Maaya Uchida Stars in Gatchaman Crowds Anime : Love, Chunibyo & Other Delusions!' Rikka plays heroine in July anime », sur Anime News Network, 4 juin 2013 (consulté le 1er avril 2020)
41. ↑  (en) Egan Loo, « Gatchaman Crowds Anime Gets 2nd Season : Gatchaman Crowds Second to air on NTV », sur Anime News Network, 26 octobre 2013 (consulté le 1er avril 2020)
42. ↑  (en) Joseph Luster, « Crunchyroll Adds "Gatchaman Crowds" to Summer Anime Lineup : Series to kick off on Friday, July 12 at 11:30am Pacific », sur Crunchyroll, 9 juillet 2013 (consulté le 1er avril 2020)
43. ↑  (en) GoToon, « La saison 2 de Gatchaman Crowds en simulcast sur Crunchyroll : Nos héros sont de retour ! », sur Crunchyroll, 5 juillet 2015 (consulté le 1er avril 2020)
44. ↑  (en) Karen Ressler, « Sentai Filmworks Adds Gatchaman Crowds TV Anime : Kenji Nakamura's anime with female protagonist premiered in July », sur Anime News Network, 5 septembre 2013 (consulté le 1er avril 2020)
45. ↑  (en) Karen Ressler, « Sentai Filmworks Licenses Gatchaman Crowds Insight Anime : Sequel anime series is streaming on Crunchyroll », sur Anime News Network, 20 août 2015 (consulté le 1er avril 2020)
46. ↑  (en) Karen Ressler, « Gatchaman Crowds Insight's English Dub Cast, Preview Clip Unveiled : Chelsea McCurdy, Bryson Baugus, Jay Hickman join returning cast members », sur Anime News Network, 12 octobre 2016 (consulté le 1er avril 2020)
47. ↑  (en) Egan Loo, « Tatsunoko's Tachumaru Zukan SD Project Gets TV Anime (Updated) : "Small, cute" animal versions of Gatchaman, Casshan/Casshern, Gold Lightan », sur Anime News Network, 16 août 2010 (consulté le 1er avril 2020)
48. ↑  (en) Jennifer Sherman, « Infini-T Force Manga Gets 'Full 3DCG' Anime : Tatsunoko Productions, Digital Frontier adapt Ukyō Kodachi, Tatsuma Ejiri's story of 4 heroes », sur Anime News Network, 26 mars 2016 (consulté le 1er avril 2020)
49. ↑  (en) Jennifer Sherman, « Infini-T Force 'Full 3DCG' Anime's 1st Promo Video Teases Gatchaman : Tatsunoko Productions, Digital Frontier project features Tekkaman, Casshern, Gatchaman, Hurricane Polymar », sur Anime News Network, 8 avril 2016 (consulté le 1er avril 2020)
50. ↑  (en) Holy Cow & Kitty Sensei, « What’s getting made », sur The Star, 4 janvier 2009 (version du 22 janvier 2009 sur Internet Archive) (consulté le 1er avril 2020)
51. ↑  (en) Robert Saint John, « GATCHAMAN RETURNS… TO THE BIG SCREEN! », sur scifijapan.com, 10 juin 2006 (consulté le 1er avril 2020)
52. ↑  (en) Egan Loo, « Yatterman, Gatchaman Live-Action Movies Green-Lit : Takashi Miike, Katsuya Terada aiming for Spring 2009 on Yatterman », sur Anime News Network, 10 avril 2007 (consulté le 1er avril 2020)
53. ↑  (en) Mark Schilling, « Nikkatsu draws on toons.(World News)(Brief article) », sur highbeam.com, 11 avril 2007 (version du 24 juin 2011 sur Internet Archive) (consulté le 1er avril 2020)
54. 1 2  Charles-Edouard MANDEFIELD, « Astro Boy maintenu, Gatchaman sur la corde raide. », sur otakia.com, 5 janvier 2009 (consulté le 1er avril 2020)
55. ↑  (en) Rick DeMott, « Imagi Prepares New CG-Animated Gatchaman Feature », sur Animation World Network, 9 juin 2006 (consulté le 1er avril 2020)
56. ↑  (en) Christophe Dasse, « Gatchaman : Robert Mark Kamen à l’écriture », sur unificationfrance.com, 19 juillet 2007 (consulté le 1er avril 2020)
57. ↑  (en) Robert Sanchez, « IESB Gets a Sneak Peek at Gatchaman Plus Exclusive Images! », sur iesb.net, 18 décembre 2008 (version du 17 avril 2009 sur Internet Archive) (consulté le 1er avril 2020)
58. ↑  (en) MrDisgusting, « IESB Gets a Sneak Peek at Gatchaman Plus Exclusive Images! », sur bloody-disgusting.com, 4 avril 2008 (version du 16 octobre 2010 sur Internet Archive) (consulté le 1er avril 2020)
59. ↑  (en) Superhero Hype, « Paul Dini Penning Gatchaman », sur superherohype.com, 21 septembre 2007 (consulté le 1er avril 2020)
60. ↑  (en) Jeffrey Harris, « 411 Games Interviews: Batman - Arkham Asylum », sur 411mania.com, 9 novembre 2008 (version du 8 novembre 2011 sur Internet Archive) (consulté le 1er avril 2020)
61. ↑  (en) « ROBERT MARK KAMEN TO WRITE NEW “GATCHAMAN” FILM », sur activeanime.com, 13 juin 2007 (version du 21 novembre 2008 sur Internet Archive) (consulté le 1er avril 2020)
62. ↑  (en) JEREMY KAY, « Kamen signs to write screenplay for Imagi's CG-animated Gatchaman », sur screendaily.com, 14 juin 2007 (consulté le 1er avril 2020)
63. ↑  (en) Caleb Goellner, « ‘Gatchaman’ Teaser Trailer Debuts At Anime Expo », sur MTV, 7 juillet 2007 (version du 10 juillet 2009 sur Internet Archive) (consulté le 1er avril 2020)
64. ↑  (en) Egan Loo, « Gunpla Builders, CG Gatchaman Promo Videos Streamed : Gunpla Builders anime launches next month; IMAGI's Gatchaman in pre-production », sur Anime News Network, 15 juillet 2010 (consulté le 1er avril 2020)
65. ↑  (en) Patrick Frater, « Imagi has auditors’ ‘concern’ : Deloitte questioning co.'s financial resources », sur Variety, 15 juillet 2010 (consulté le 1er avril 2020)
66. 1 2  (en) Chris Tribbey, « Imagi Seeks Licensing Deals for ‘Gatchaman’ », sur homemediamagazine.com, 3 juin 2009 (version du 17 juillet 2011 sur Internet Archive) (consulté le 1er avril 2020)
67. 1 2  (en) Egan Loo, « CG Astro Boy's Imagi Studio Lays Off 300+ Employees (Updated) : Company operates on minimal staff as talks continue on new investments », sur Anime News Network, 6 février 2010 (consulté le 1er avril 2020)
68. ↑  (en) Egan Loo, « Imagi Animation Studio Closes Los Angeles Office : CG Astro Boy's studio restructures as it seeks new investors, plans Gatchaman film », sur Anime News Network, 21 janvier 2010 (consulté le 1er avril 2020)
69. ↑  (en) Tom McLean, « Imagi Closes L.A. Studio », sur Animation Magazine, 29 janvier 2010 (consulté le 1er avril 2020)
70. ↑  (en) Gediminas Jasionis, « Imagi International Holdings Ltd (OTCBB: IINHY) Still In Talks To Raise Capital », sur hotstocked.com, 26 janvier 2010 (consulté le 1er avril 2020)
71. ↑  (en) Scott Green, « Imagi Gatchaman CG Movie... Looked Dead... Coffin Now Nailed Shut : Animators of CG Astro Boy Shift Gears After Box Office Disappointment », sur Animation Magazine, 21 juin 2011 (consulté le 1er avril 2020)
72. ↑  (en) Chris Tilly, « Gatchaman Review : Let Battle Commence. », sur IGN, 27 septembre 2013 (consulté le 1er avril 2020)
73. ↑  (en) Anthony D'Alessandro, « Russo Brothers’ AGBO Studios Developing ‘Grimjack Comics’ & Japanese Anime ‘Battle Of The Planets’ – Comic-Con », sur Deadline.com, 19 juillet 2019 (consulté le 1er avril 2020)
74. ↑  (en) « Animage Top-100 Anime Listing : Partial listing of the 'top 100' in anime, according to a leading Japanese anime magazine », sur Anime News Network, 15 janvier 2001 (consulté le 1er avril 2020)